# Galvez Esporte Clube
Il Galvez Esporte Clube, noto anche semplicemente come Galvez, è una società calcistica brasiliana con sede nella città di Rio Branco, capitale dello stato dell'Acre.

## Storia
Il Galvez Esporte Clube è stato fondato nel 2011 da ufficiali della polizia militare. Il club ha vinto il Campeonato Acriano Segunda Divisão nel 2012, dopo aver sconfitto l'Amax e il Vasco da Gama, ottenendo così la promozione nel Campionato Acriano 2013.

## Palmarès

### Competizioni statali
- Campionato Acriano: 1

2020
- Campeonato Acriano Segunda Divisão: 1

2012